# Nedim Doğan
Nedim Doğan (* 1943 in Istanbul) ist ein ehemaliger türkischer Fußballspieler. Durch seine langjährige Tätigkeit für Fenerbahçe Istanbul wird er sehr stark mit diesen Verein assoziiert und von Fan- und Vereinsseiten als einer seiner legendärsten Spieler angesehen. Er war ein wichtiger Teil jener Fenerbahçe-Mannschaft, die erstmals zweimal nacheinander die türkische Meisterschaft gewinnen konnte. Zudem gehörte er in der Saison 1967/68 jener Mannschaft an, die das erste türkische Double der Vereinsgeschichte holte. Ab 1970 war er Mannschaftskapitän von Fenerbahçe.

## Spielerkarriere

### Verein
Doğan kam im Istanbuler Stadtteil Cibali auf die Welt und erlernte das Fußballspielen als Straßenfußballer. Bei Cibali SK, dem Verein seines Bezirks, fiel er Ali Mortaș, einem Vereinsfunktionär von İstanbulspor, auf und wurde 1958 als Fünfzehnjähriger verpflichtet. Nachdem er ein Jahr lang eher ein Reservistendasein bei seinem neuen Verein gefristet hatte und überwiegend in der Nachwuchsabteilung geblieben war, wurde er 1960 in den Profikader aufgenommen. Mit seinem neuen Klub spielte er in der Millî Lig (der heutigen Süper Lig). Diese Liga wurde im Frühjahr 1959 als die erste landesweit ausgelegte Nationalliga der Türkei gegründet und löste die regionalen Ligen in den größeren Ballungszentren, wie z. B. die İstanbul Profesyonel Ligi (dt. Istanbuler Profiliga), als höchste und einzige türkische Spielklasse ab. Doğan wurde am Ende der zweiten Saison der Millî Lig in den Kaderplanungen des Cemal-Gürsel-Pokal berücksichtigt und gab in der Partie vom 19. Juni 1960 gegen Vefa Istanbul sein Debüt. Für die Saison 1960/61, der dritten Saison der Millî Lig, etablierte er sich auf Anhieb als Stammspieler und Leistungsträger. Er wurde in dieser Saison als 18-Jähriger mit zwölf Ligatoren der erfolgreichste Torschütze seiner Mannschaft und einer der erfolgreichsten der Liga. Dadurch wurde er zu einem der Shootingstars der Liga.
Durch seinen vielversprechenden Einstand in der Millî Lig wurde Doğan von Fenerbahçe Istanbul zusammen mit den weiteren jungen Spielern Selim Soydan und Özer Kanra verpflichtet. Der Wechsel führte zu einem Transferstreit zwischen Istanbulspor und Fenerbahçe und ging bis vor das Disziplinarkomitee des türkischen Fußballverbandes. Fenerbahçe machte sich den Umstand zunutze, dass Doğan noch als Amateurspieler bei Istanbulspor geführt wurde, und verpflichtete den Spieler zu günstigen Konditionen, ohne sich dabei mit Istanbulspor zu einigen. Istanbulspor währenddessen verwies auf die hohen Gehaltszahlungen an Doğan im Laufe der abgelaufenen Saison und erwirkte für den Spieler nach der Gesetzeslage im Nachhinein den Profistatus. Um Strafen durch den Fußballverband zuvorzukommen, einigte sich Fenerbahçe mit Istanbulspor über den Wechsel Doğans. Dadurch zog zwar Istanbulspor seine Beschwerde an den Verband zurück, jedoch setzte das Disziplinarkomitee seine Untersuchungen fort. Das Strafgericht des Verbandes lud Doğan ein und forderte für diesen eine Spielsperre von bis zu drei Jahren. Nach etwa drei Wochen andauernden Prozessen erhielt Doğan eine Spielsperre von sechs Monaten. Aufgrund seiner Spielsperre kam Doğan bis zur Rückrunde zu keinem Pflichtspieleinsatz. In der Winterpause verließ Can Bartu eine wichtige Offensivkraft den Verein Richtung AC Florenz. Begünstigt durch diesen Weggang kam Doğan zu elf Ligaeinsätzen und erzielte dabei zwei Tore. Mit seinem Verein wurde er hinter dem Erzrivalen Galatasaray Istanbul Vizemeister der Saison 1961/62. Nachdem im Sommer 1962 mit Kadri Aytaç eine weitere Offensivkraft den Verein verlassen hatte, rückte Doğan in die Stammformation. Er etablierte sich schnell als Leistungsträger und bildete mit Lefter Küçükandonyadis eines der erfolgreichsten Sturmduos der Liga. Während Küçükandonyadis die Spielzeit 1962/63, in der Fenerbahçe erneut hinter Galatasaray Vizemeister wurde, mit 19 Ligatoren erfolgreichster Torjäger seiner Mannschaft wurde, war Doğan mit 17 Toren der zweiterfolgreichste. Aufgrund seiner Leistungen, die er im Jahr 1963 gezeigt hatte, wurde er in der von der Tageszeitung Milliyet veranstalteten Wahl zum Sportler des Jahres 1963 hinter dem Crossläufer Muharrem Dalkılıç auf den zweiten Platz gewählt.
Ende Januar 1964 trat er zusammen mit seinem Teamkollegen Selim Soydan die Musterung für den Militärdienst an und sollte infolgedessen die nächsten zwei Jahre bis auf wenige Ausnahmen seiner Mannschaft fehlen. Da sich Doğan vor seiner Einberufung noch am Meniskus verletzt hatte, musste er sich im März 1964 in Wien einer Meniskusoperation unterziehen und konnte so seinen Militärdienst verspätet im Oktober 1964 antreten. Sein Militärdienst leistete er bei der türkischen Marine in İskenderun und spielte während dieser Zeit für İskenderun Denizgücü, der Sportmannschaft der in İskenderun stationierten Marine. Bis auf wenige und vom Militär genehmigte Ausnahmen, in denen er für Fenerbahçe spielte, stand er seiner Mannschaft erst im Frühjahr 1965 wieder vollständig zur Verfügung. Während seiner Abstinenz konnte seine Mannschaft in den Spielzeiten 1963/64 und 1964/65 die türkische Meisterschaft holen. Dadurch gelang seinem Team die Titelverteidigung in der Meisterschaft, die erste der Vereinsgeschichte. Nach seiner vollständigen Rückkehr blieb er zwei Spielzeiten lang eher ein Ergänzungsspieler und erkämpfte sich erst während der Saison 1967/68 wieder einen Stammplatz. Die Spielzeit 1966/67 beendete er mit seinem Team mit den Siegen im Balkanpokal und im Spor-Toto-Pokal. In der Saison 1967/68 konnte er mit seinem Team zum dritten Mal die türkische Meisterschaft und zusätzlich den Türkischen Pokal holen. Dadurch gehörte er zu jenem Kader Fenerbahçes, der das erste Double der Vereinsgeschichte holen konnte.
Nachdem in der Saison 1968/69 die Titelverteidigung in der Meisterschaft und im Pokal verfehlt wurde, konnte die Meisterschaft in der Saison 1969/70 wieder gewonnen werden. In den drei Spielzeiten zwischen 1970 und 1973 hatte Doğan das Nachsehen in der Meisterschaft gegenüber dem Erzrivalen Galatasaray, welches als erste Mannschaft dreimal in Folge diesen Titel holen konnte. Während dieser Zeit behielt Doğan seinen Stammplatz und trug auch phasenweise die Kapitänsbinde. In seiner letzten Saison, der Saison 1972/73 trug er in 26 von 30 Ligaspielen die Kapitänsbinde. Nach dieser Spielzeit, in der er mit seiner Mannschaft den Präsidenten-Pokal und den Premierminister-Pokal holen konnte, beendete er mit einem am 8. August 1973 ausgetragenen Abschiedsspiel seine Karriere. Im Abschiedsspiel spielte Fenerbahçe gegen den Erzrivalen Beşiktaş Istanbul.

### Nationalmannschaft
Doğan begann seine Nationalmannschaftskarriere im März 1961 mit einem Einsatz für die türkische U-18-Nationalmannschaft. Nach vier Einsätzen für die türkische U-18 begann er ab 1962 für die türkische U-21-Nationalmannschaft aufzulaufen.
Im März 1963 wurde er vom Nationaltrainer Bülent Eken im Rahmen eines Qualifikationsspiels der Europameisterschaft 1964 gegen die italienische Nationalmannschaft zum ersten Mal für das Aufgebot der türkischen Nationalmannschaft nominiert und gab in dieser Begegnung sein A-Länderspieldebüt.
1965 nahm er mit der Nationalmannschaft am ECO-Cup teil und wurde mit seiner Mannschaft hinter dem Iran Turnierzweiter. Zwei Jahre später holte er mit seiner Mannschaft diesen Cup.
Sein letztes Länderspiel machte er am 26. November 1967 während eines Vorbereitungsspiels gegen die Iranische Nationalmannschaft. Insgesamt absolvierte er neun A-Länderspiele für die Türkei und erzielte dabei ein Tor.

## Trivia
- Doğan ist Absolvent des Sultan Ahmet Sanat Okulu (dt. Sultan-Ahmet-Kunstschule) und machte hier sein Abitur.[4]

## Erfolge
Mit Fenerbahçe Istanbul
- Türkischer Meister: 1963/64, 1964/65, 1967/68, 1969/70
- Türkischer Pokalsieger: 1967/68
- Türkischer Pokalfinalist: 1964/65
- Präsidenten-Pokalsieger: 1967/68, 1972/73
- Premierminister-Pokalsieger: 1972/73
- TSYD-Istanbul-Pokalsieger: 1969/70
- Balkanpokalsieger: 1964/65
- Spor-Toto-Pokalsieger: 1964/65

Mit der Türkischen Nationalmannschaft
- RCD-Pokalsieger: 1967
- Zweiter beim RCD-Pokal: 1965